# 警察牌照課
警察牌照課（英文：Police Licensing Office，縮寫：PLO）隸屬於香港警務處行動處支援部支援科牌照課，主要責任為為各類牌照及許可證的簽發及規管，代表警務處處長執行有關工作，以及協調關於公衆活動的政策事宜。

## 組織
- 警察牌照課：由一名警司出任主管。
  - 酒牌及雜項牌照組（英文：Liquor and Miscellaneous Licensing Section）：由一名總督察領導，下設兩名高級督察。
  - 槍械牌照組及保安人員許可證組（英文：Arms Licensing Section & Security Personnel Permit Section）：由一名總督察領導，下設兩名高級督察。
    - 槍械牌照組：根據《香港法例》第238章《火器及彈藥條例》簽發槍械牌照。香港市民申請槍牌必須是射擊會或者認可團體會員，必須獲得上述團體推薦後，再通過由槍械牌照組安排的槍械使用測試；另外，申請槍械牌照只能夠為「康樂、體育及比賽用途」[1][2][3][4]。由一名警長領導。
    - 保安人員許可證組[5]：於2009年共簽發了135,919份保安

人員許可證。由一名高級文書主任領導。
- - 社團事務處及放債人牌照組（英文：Societies Office & Money Lenders Licensing Section）：由一名高級督察領導。
    - 社團事務處
    - 放債人牌照組

  - 邊境禁區通行證辦事處

### 歷任主管
- 孔百德警司[7][8]
- 歐陽敏儀警司
- 李雅明警司
- 葉靜文警司

## 歷史
2010年，警察牌照課處理了47,928宗保安人員許可證的申請、124宗按摩院牌照的申請、203宗當押商牌照的申請以及4,102宗酒牌的申請。
2011年，警察牌照課處理了約64,000宗保安人員許可證申請、122宗按摩院牌照申請、220宗當押商牌照申請以及3,833宗酒牌申請。同年，警察牌照課的中央牌照電腦系統獲公務員事務局頒授監管／執行服務隊伍獎優異獎。
為了提升警務處處理公眾活動申請的透明度，警察牌照課於2012年6月起就公眾活動所施加的條件上載至香港警務處官方網站，方便公眾瀏覽查詢。同年，警察牌照課處理了62,081宗保安人員許可證申請、101宗按摩院牌照申請、218宗當押商牌照申請以及4,184宗酒牌申請。
2013年，警察牌照課處理了64,060宗保安人員許可證申請、119宗按摩院牌照申請，216宗當押商牌照申請以及4,543宗酒牌申請。

## 外部連結
- 牌照課加強中央系統　提供更優質服務（页面存档备份，存于）
- 牌照課辦研討會 支援前線執行職務（页面存档备份，存于）